# Augochloropsis aurinota
Augochloropsis aurinota är en biart som beskrevs av Embrik Strand 1910. Augochloropsis aurinota ingår i släktet Augochloropsis och familjen vägbin. Inga underarter finns listade.